# Sherman County (Kansas)
Sherman County je okres ve státě Kansas v USA. K roku 2010 zde žilo 6 010 obyvatel. Správním městem okresu je Goodland. Celková rozloha okresu činí 2 735 km2.